# Nils Ehrenskiöld
Nils Ehrenskiöld (auch: Ehrenschiöld, * 11. Mai 1674 in Biby bei Turku; † 2. November 1728 in Stockholm) war ein schwedischer Admiral während des Großen Nordischen Krieges.

## Familie
Nils Ehrenschiöld heiratete im Jahre 1706 die Baroness Louisa Anckarstjerna, eine Tochter des Admirals Cornelius Anckarstjerna.

## Militärische Laufbahn
Nils Ehrenskiöld trat im Jahre 1692 in die schwedische Marine ein. Bis zum Beginn des Großen Nordischen Krieges gibt es kaum Informationen über Ehrenskiöld. Ab 1700 zeichnete sich Ehrenskiöld mehrfach in Seegefechten gegen die dänische und russische Flotte aus.
Im November 1708 erlitt er als Kapitän der Florida Schiffbruch auf der Insel Hiiumaa vor der Küste von Livland. Es gelang ihm gemeinsam mit seiner Mannschaft, das Schiff wieder seetauglich zu machen, und er kehrte zwei Tage später sicher in schwedische Gewässer zurück.
In der Seeschlacht von Hanko am 27. Julijul. / 7. August 1714greg. wurde Ehrenschiöld, nachdem er erbitterten Widerstand gegen die baltische Flotte unter dem Admiral Fjodor Apraxin geleistet hatte, an Deck seines Flaggschiffes, der Prahm Elephant, gefangen genommen. Das schwedische Geschwader bestand aus nur elf Schiffen. Beim dritten und letzten Angriff standen sie 95 russischen (Halb)galeeren gegenüber. Durch den schwach wehenden Wind konnten die schweren schwedischen Schiffe nur bedingt manövrieren, diesen Umstand nutzten die Russen und kaperten die Schiffe.
Der russische Zar Peter I., der selbst als Kommandant einer Galeere an der Schlacht teilgenommen hatte, zeigte sich gnädig gegenüber den fast 600 gefangengenommenen schwedischen Soldaten. Auch Ehrenschiöld, der in der Schlacht verwundet worden war, wurde mit allen Ehren vom Zaren empfangen.
Ehrenschiöld wurde im Jahre 1716 zum Vizeadmiral befördert. 1721 wurde er zum Admiral und Leiter der Abteilung für Wirtschaftsangelegenheiten im Flottenoberkommando in Karlskrona ernannt.
Nach seinem Tod im Jahre 1728 wurde ihm die Ehre zuteil, in der Admiralitätskirche von Karlskrona beigesetzt zu werden. Später wurde er in den Dom zu Kalmar umgebettet.

## Nachruhm

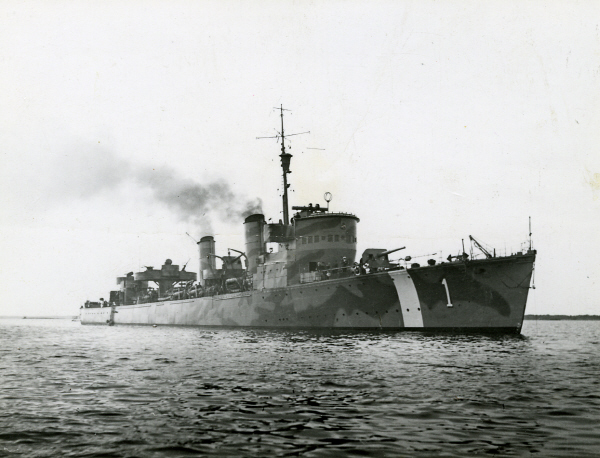
HMS Ehrenskiöld während des Zweiten Weltkriegs mit dem weißen Band als Zeichen der Neutralität und mit der Schiffsnummer 1 als 1. Schiff der Ehrenskiöldklasse

Ehrenschiöld gilt noch heute als einer der talentiertesten, eifrigsten, mutigsten und ehrlichsten Kommandeure der Schwedischen Marine.
Ihm zu Ehren wurde im Jahre 1927 der Zerstörer HMS Ehrenskiöld in Dienst gestellt. Des Weiteren wurde eine Zerstörerklasse nach Ehrenskiöld benannt, die Ehrenskiöldklasse. Zwei Zerstörer gehörten dieser Klasse an, die HMS Ehrenskiöld und die HMS Nordenskjöld. Beide Zerstörer wurden in den 1960er Jahren außer Dienst gestellt. Im Anschluss wurde ein Torpedoboot nach dem Admiral benannt.
Eine Darstellung seines Lebens kann man in der schwedischen Erzählung Svenska sjöhjältar, III. Nils Ehrensköld finden. Der schwedische Autor Axel Munthe schrieb sie im Jahre 1900.